# Wapen van Suameer

Wapen van Suameer

Het wapen van Suameer is het dorpswapen van het Nederlandse dorp Suameer, in de Friese gemeente Tietjerksteradeel. Het wapen werd in 1984 geregistreerd.

## Beschrijving
De officiële blazoenering luidt in het Fries als volgt:
yn read trije rammekoppen fan sulver dy't jin oansjogge, pleatst 2-1; oer alles hinne in lofter frijkertier fan sulver, beladen mei in reidplant mei trije pûsters, set op it gers, alles fan grien.
De Nederlandse vertaling luidt als volgt:
in rood drie rammenkoppen van zilver die je aanzien, geplaatst 2-1; over alles heen een linker vrijkwartier van zilver, beladen met een rietplant met drie pluimen, geplaatst op het gras, alles van groen.
De heraldische kleuren zijn: keel (rood), zilver (zilver) en sinopel (groen).

## Symboliek
- Rood veld: staat symbool voor de heide die eertijds rond het dorp gelegen was.[2]
- Rammenkoppen: verwijzen naar de vroegere voor- en najaarsmarkt in Suameer voor schapen en lammeren.[2]
- Vrijkwartier: eveneens aanwezig in een kwartier van het wapen van Tietjerksteradeel.[2]

Het wapen van Tietjerksteradeel (1818)
Het wapen van Tietjerksteradeel (1985).

## Zie ook

Vlag van Suameer